# Phanerotoma brevis
Phanerotoma brevis är en stekelart som beskrevs av Herbert Zettel 1990. Phanerotoma brevis ingår i släktet Phanerotoma och familjen bracksteklar. Inga underarter finns listade i Catalogue of Life.